# حوزه انتخابیه اسلام‌آباد غرب و دالاهو
حوزهٔ انتخاباتی اسلام‌آباد غرب و دالاهو یکی از حوزه از حوزه‌های استان کرمانشاه برای انتخابات مجلس شورای اسلامی است. این حوزه به مرکزیت اسلام‌آباد غرب، ۱ نماینده دارد.

## نمایندگان مجلس شورای اسلامی

### دوره اول
- لطیف صفری

### دوره دوم
- لطیف صفری

### دوره سوم
- نعمت‌الله اسدی

### دوره چهارم
- امان نریمانی

### دوره پنجم
- ایرج جمشیدنژاد

### دوره ششم
- اعظم ناصری‌پور

### دوره هفتم
- حشمت‌الله فلاحت‌پیشه

### دوره هشتم
- حشمت‌الله فلاحت‌پیشه

### دوره نهم
- علی جلیلیان

### دوره دهم
- حشمت‌الله فلاحت‌پیشه

### دوره یازهم
- مجتبی بخشی‌پور

### دوره دوازدهم
- مجتبی بخشی‌پور

## پی‌نوشت و منبع
- «جدول حوزه‌های انتخابیه در انتخابات دهمین دورهٔ مجلس شورای اسلامی» (PDF). مرکز پژوهش و سنجش افکار صدا و سیما. بایگانی‌شده از اصلی (PDF) در ۵ اكتبر ۲۰۱۸. دریافت‌شده در ۲۶ ژوئیه ۲۰۱۶. تاریخ وارد شده در |archive-date= را بررسی کنید (کمک)